# Eduard Päll

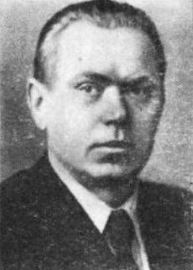
Eduard Päll (1940)

Eduard Päll (Pseudonyme Hugo Angervaks und Siim Sepik, * 2. Oktoberjul. / 15. Oktober 1903greg. in Koosa, Landgemeinde Peipsiääre; † 13. Juni 1989 in Tallinn) war ein estnischer Sprach- und Literaturwissenschaftler, Schriftsteller und Parteifunktionär.

## Leben
Eduard Päll ging bis 1918 in Tartu zur Schule und übersiedelte 1918 nach Petrograd, wo er in die Rote Armee eintrat. Nach dem Estnischen Freiheitskrieg blieb er in Sowjetrussland und studierte am dortigen Pädagogischen Institut. Von 1924 bis 1926 war er Estnischlehrer in der Oblast Omsk. 1929 beendete er sein Studium am Herzen-Institut in Leningrad, wo er von 1931 bis 1938 als Doktorand und später wissenschaftlicher Sekretär angestellt war.
Nach der Sowjetisierung Estlands 1940 ging er nach Tallinn und beteiligte sich seitdem aktiv am Umbau der Gesellschaft, musste sich nach dem deutschen Überfall auf die Sowjetunion 1941 aber wieder in die Sowjetunion absetzen. Ab 1946 war er Abgeordneter im Obersten Sowjet der UdSSR, ab 1947 ebenfalls im Obersten Sowjet der Estnischen SSR, dessen Vorsitz er bis 1950 innehatte.
Von 1950 bis 1955 war er Leiter des Lehrstuhls für estnische Sprache und Literatur am Pädagogischen Institut in Tallinn. Danach war er bis 1960 Direktor des Instituts für Sprache und Literatur (estn. Keele ja Kirjanduse Instituut) der Estnischen Akademie der Wissenschaften, dem Vorläufer des heutigen Instituts für Estnische Sprache und des Under-und-Tuglas-Literaturzentrums. Danach war er bis 1973 in anderen Funktionen am selben Institut sowie an der Akademie der Wissenschaften tätig. Wie Endel Sõgel war er bekannt für seine strenge ideologische Linie, die einem Mitarbeiter beispielsweise den Eintritt in die Partei verwehrte, weil er „einen Bruder in der Emigration habe, wo sogar ein Gedichtband von ihm erschienen ist“.
Päll war seit 1920 Mitglied der KPdSU und seit 1926 Mitglied der Estnischen proletarischen Schriftstellerassoziation.

## Werk
Pälls erste schriftstellerische Versuche stammen aus seiner Petrograder Zeit in den 1920er-Jahren, als er in dortigen Zeitschriften publizierte. Sein Buchdebüt erfolgte ebenfalls in Leningrad. Während die früheren Werke vornehmlich den Russischen Bürgerkrieg und den revolutionären Kampf behandeln, weitet sich seine Thematik in der Zeit nach dem Zweiten Weltkrieg.
Im pädagogischen Bereich hat Päll vor allem Schulbücher und Lesebücher zusammengestellt. Sein wissenschaftliches Werk ist schmal und gekennzeichnet von einer streng marxistischen Einstellung, wenn er beispielsweise über die in der Sowjetunion publizierte estnische Literatur befindet, sie habe „für keinen Moment das Kampfbanner des estnischen arbeitenden Volkes aus der Hand gegeben“.

## Auszeichnungen
- 1969 Verdienter Wissenschaftler der Estnischen SSR

## Bibliografie

### Lyrik und Prosa
Wenn nicht anders vermerkt unter dem Namen Hugo Angervaks.
- Kuues lint ('Das sechste Band'). Leningrad: Külvaja 1931. 36 S.
- (als Siim Sepik) Valitud vested ('Ausgewählte Feuilletons'). Leningrad: Külvaja 1933. 47 S.
- Ajaproov ('Zahn der Zeit'). Tallinn: Eesti Riiklik Kirjastus 1959. 316 S.
- Hommik ('Der Morgen'). Tallinn: Eesti Riiklik Kirjastus 1959. 255 S.
- Vanad kased ('Die alten Birken'). Tallinn: Eesti Riiklik Kirjastus 1960. 107 S.
- Muumia ('Die Mumie'). Tallinn: Eesti Riiklik Kirjastus 1961. 182 S.
- Kelk soo peal ('Der Schlitten auf dem Moor'). Tallinn: Eesti Raamat 1969. 238 S.
- Kaks tamme ja pihlakas ('Zwei Eichen und eine Eberesche'). Tallinn: Eesti Raamat 1973. 159 S.
- Inimese avastamine ('Die Entdeckung des Menschen'). Tallinn: Eesti Raamat 1976. 136 S.
- Helisevad avarused ('Klingende Weiten'). Tallinn: Eesti Raamat 1978. 176 S.
- Kuldnokkade aegu ('Zur Zeit der Stare'). Tallinn: Eesti Raamat 1980. 178 S.
- Hiline rändaja ('Der späte Wanderer'). Tallinn: Eesti Raamat 1983. 79 S.
- Must kajakas ('Die schwarze Möwe'). Tallinn: Eesti Raamat 1987. 204 S.

### Sprach- und Literaturwissenschaft
Unter dem Namen Eduard Päll.
- Töös ja võitluses. Valimik artikleid ja sõnavõtte 1944–1947. ('Bei der Arbeit und im Kampf. Ausgewählte Artikel und Beiträge aus den Jahren 1944–1947'). Tallinn: Poliitiline Kirjandus 1948. 268 S.
- Eesti nõukogude kirjanduse arenemisest NSV Liidus enne 1940. aastat ('Über die Entwicklung der estnischen Literatur in der Sowjetunion vor 1940'), in: Keel ja Kirjandus 4–5/1958, S. 193–213; 6/1958, S. 324–338.
- Eesti nõukogude kirjanduse noorusmailt ('Aus der Kindheit der sowjetestnischen Literatur'). Tallinn: Eesti Raamat 1973. 163 S.